# George Blagden
George Paul Blagden (Londen, 28 december 1989) is een Engels toneel- en filmacteur.

## Biografie
Blagden begon al op dertienjarige leeftijd met zingen, onder andere in verschillende koren en in zijn eigen rockband. Hij werd later lid van het National Youth Theater en werd verkozen tot een van de vier studenten die een masterclass gingen volgen bij Ian McKellen. Vervolgens ging hij studeren aan de Guildhall School of Music and Drama waar hij in 2011 afstudeerde. Hij verkreeg zijn eerste rol in de musicalfilm Les Misérables waarin Blagden de rol van Grantaire vertolkte.